# Błyszcz
Die Błyszcz (tschechisch/slowakisch Blyšť) ist ein Berg an der polnisch-slowakischen Grenze in der Westtatra mit 2159 Metern Höhe.

## Lage und Umgebung
Die Staatsgrenze verläuft über den Hauptgrat der Tatra, auf dem sich die Błyszcz befindet. Nördlich des Gipfels liegt das Tal Dolina Kościeliska, konkret sein Hängetal Dolina Pyszniańska.

## Tourismus
Die Błyszcz ist bei Wanderern beliebt.

### Routen zum Gipfel
Der Wanderweg auf die Błyszcz führt entlang des Hauptkamms der Tatra und der polnisch-slowakischen Grenze.
- ▬ Ein rot markierter Wanderweg führt von dem Bergpass Liliowy Karb über den Gipfel zum Bergpass Pyszniańska Przełęcz.
- ▬ Ein grün markierter Wanderweg führt von dem Bergpass Iwaniacka Przełęcz über den Gipfel Ornak zum Bergpass Liliowy Karb.

Als Ausgangspunkt für eine Besteigung aus den Tälern eignen sich die Ornak-Hütte und die Chochołowska-Hütte.

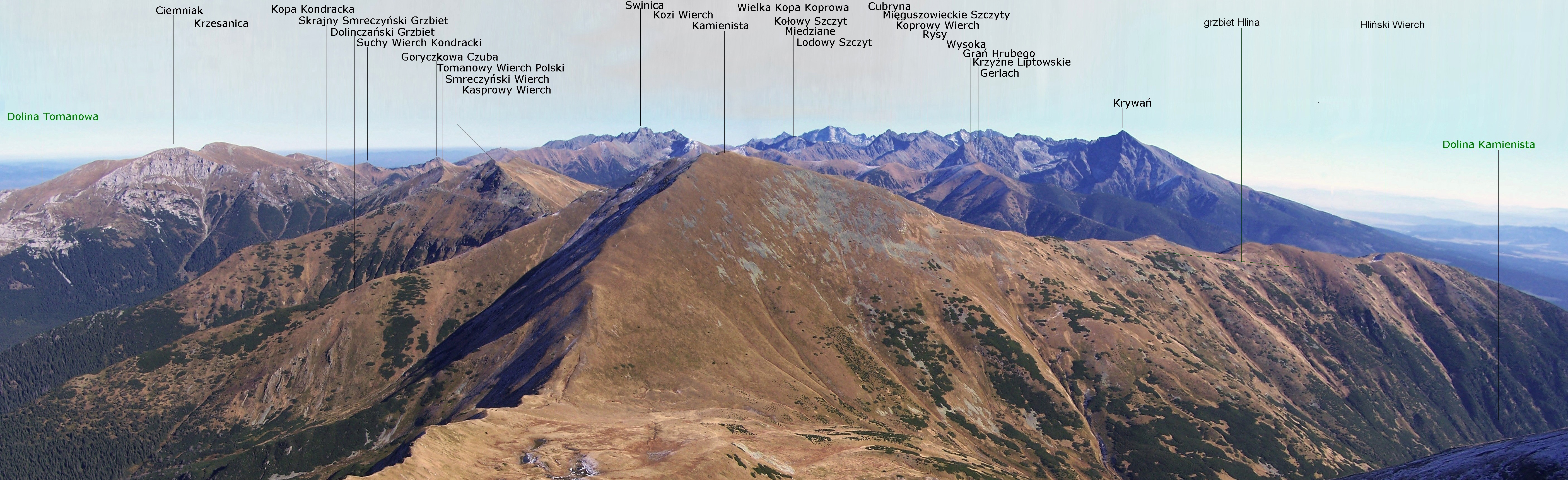
Blick vom Gipfel nach Osten

## Belege
- Zofia Radwańska-Paryska, Witold Henryk Paryski, Wielka encyklopedia tatrzańska, Poronin, Wyd. Górskie, 2004, ISBN 83-7104-009-1.
- Tatry Wysokie słowackie i polskie. Mapa turystyczna 1:25.000, Warszawa, 2005/06, Polkart, ISBN 83-87873-26-8.